# Cromlechs von Errenga

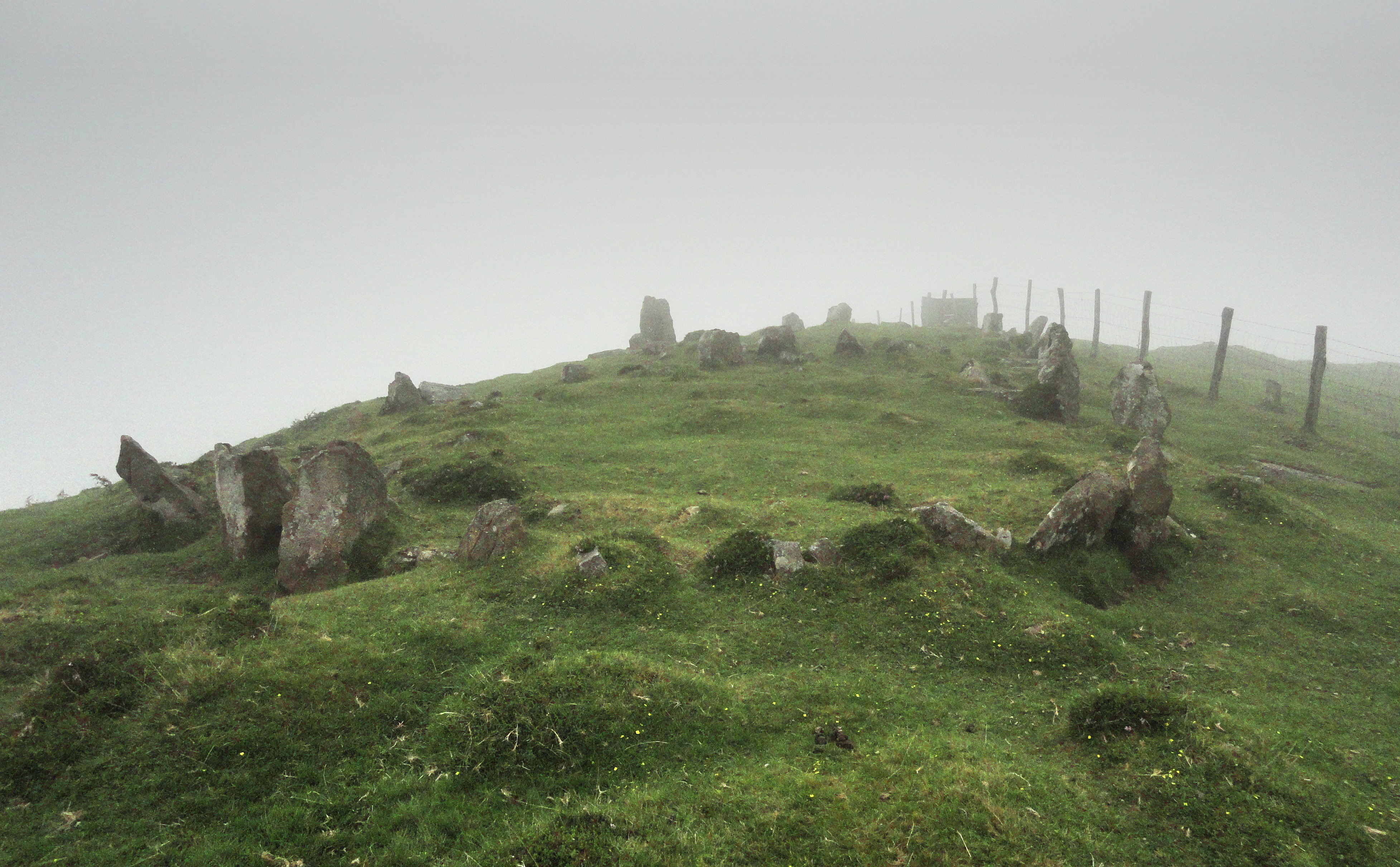
Cromlech von Errenga

Die Cromlechs von Errenga (baskisch Erenga) sind zwei Gruppen aus früher insgesamt 10 Steinkreisen, die in den nordwestlichen Ausläufern des 794 m hohen Errenga im Norden der Provinz Navarra, zwischen Oiartzun (spanisch Oyarzun) und Lesaka (spanisch Lesaca), an der Grenze zum Baskenland, in Spanien liegen. Erhalten sind acht Kreise. Die Steinkreise wurden 1909 von entdeckt, der 1915 mit T. de Aranzadi eine Ausgrabung vornahm. 
Die Gruppe im Südwesten besteht aus vier Steinkreisen (hier als Cromlechs; bask. Harrespil bezeichnet).
- Cromlech 1 ist oval, hat einen Durchmesser von etwa 6,5 auf 5,0 m und 23 sichtbare Steine, darunter zwei 30 und 37 cm hohe.
- Cromlech 2 ist oval, hat einen Durchmesser von etwa 7,0 auf 6,5 m und 40 sichtbare Steine, darunter 15, die 10 bis 90 cm hoch sind.
- Cromlech 3 hat einen Durchmesser von etwa 8,0 m und besteht aus 40 sichtbaren Steinen, darunter 22 von 10 bis 115 cm Höhe.
- Cromlech 4 hat einen Durchmesser von etwa 4,6 m und besteht aus 13 sichtbaren Steinen, darunter sieben im Bereich zwischen 15 und 35 cm.

Die zweite Gruppe, etwa zehn Meter nördlich der ersten, besteht aus weiteren vier Cromlechs, wobei drei ein Dreieck bilden.
- Cromlech 5 hat einen Durchmesser von etwa 7,7 m und besteht aus 23 sichtbaren Steinen, darunter vier 15 bis 45 cm hohe.
- Cromlech 6 hat einen Durchmesser von etwa 5,2 m und besteht aus 20 sichtbaren Steinen, darunter neun im Bereich zwischen 15 und 50 cm.
- Cromlech 7 hat einen Durchmesser von etwa 6,0 m und besteht aus 23 sichtbaren Steinen, darunter 12 von 10 bis 55 cm Höhe.
- Cromlech 8 hat einen Durchmesser von 6,5 m und besteht aus acht sichtbaren Steinen.

Die Cromlechs von Arritxulangaña befinden sich etwa 850 m südlich.